# Gran Premio motociclistico di Catalogna 2021
Il Gran Premio motociclistico di Catalogna 2021 è stato la settima prova su diciotto del motomondiale 2021, disputato il 6 giugno sul circuito di Catalogna. Le vittorie nelle tre classi sono andate rispettivamente a: Miguel Oliveira in MotoGP, Remy Gardner in Moto2, Sergio García in Moto3 e Miquel Pons in MotoE.

## MotoGP
Álex Rins non prende parte alla gara per via della rottura del polso occorsagli dopo uno scontro con un mezzo in pista durante un giro di ricognizione in bicicletta il giovedì mattina. Suzuki decide di non sostituirlo e di far correre il solo Joan Mir.

### Arrivati al traguardo
| Pos. | Nº | Pilota            | Squadra                     | Motocicletta       | Giri | Tempo     | Griglia | Punti |
| ---- | -- | ----------------- | --------------------------- | ------------------ | ---- | --------- | ------- | ----- |
| 1º   | 88 | Miguel Oliveira   | Red Bull KTM Factory Racing | KTM RC16           | 24   | 40'21.749 | 4º      | 25    |
| 2º   | 5  | Johann Zarco      | Pramac Racing               | Ducati Desmosedici | 24   | +0.175    | 3º      | 20    |
| 3º   | 43 | Jack Miller       | Ducati Lenovo               | Ducati Desmosedici | 24   | +1.990    | 2º      | 16    |
| 4º   | 36 | Joan Mir          | Suzuki Ecstar               | Suzuki GSX-RR      | 24   | +5.325    | 10º     | 13    |
| 5º   | 12 | Maverick Viñales  | Monster Energy Yamaha       | Yamaha YZR-M1      | 24   | +6.281    | 6º      | 11    |
| 6º   | 20 | Fabio Quartararo  | Monster Energy Yamaha       | Yamaha YZR-M1      | 24   | +7.815    | 1º      | 10    |
| 7º   | 63 | Francesco Bagnaia | Ducati Lenovo               | Ducati Desmosedici | 24   | +8.175    | 9º      | 9     |
| 8º   | 33 | Brad Binder       | Red Bull KTM Factory Racing | KTM RC16           | 24   | +8.378    | 8º      | 8     |
| 9º   | 21 | Franco Morbidelli | Petronas Yamaha SRT         | Yamaha YZR-M1      | 24   | +15.652   | 5º      | 7     |
| 10º  | 23 | Enea Bastianini   | Esponsorama Racing          | Ducati Desmosedici | 24   | +19.297   | 17º     | 6     |
| 11º  | 73 | Álex Márquez      | LCR Honda Castrol           | Honda RC213V       | 24   | +21.650   | 20º     | 5     |
| 12º  | 10 | Luca Marini       | SKY VR46 Esponsorama        | Ducati Desmosedici | 24   | +22.533   | 19º     | 4     |
| 13º  | 30 | Takaaki Nakagami  | LCR Honda Idemitsu          | Honda RC213V       | 24   | +27.833   | 14º     | 3     |
| 14º  | 89 | Jorge Martín      | Pramac Racing               | Ducati Desmosedici | 24   | +29.075   | 15º     | 2     |
| 15º  | 32 | Lorenzo Savadori  | Aprilia Racing Team Gresini | Aprilia RS-GP      | 24   | +40.291   | 21º     | 1     |

### Ritirati
| Nº | Pilota          | Squadra                     | Motocicletta  | Giri | Griglia |
| -- | --------------- | --------------------------- | ------------- | ---- | ------- |
| 27 | Iker Lecuona    | Tech 3 KTM Factory Racing   | KTM RC16      | 16   | 16º     |
| 46 | Valentino Rossi | Petronas Yamaha SRT         | Yamaha YZR-M1 | 15   | 11º     |
| 41 | Aleix Espargaró | Aprilia Racing Team Gresini | Aprilia RS-GP | 10   | 7º      |
| 93 | Marc Márquez    | Repsol Honda                | Honda RC213V  | 7    | 13º     |
| 9  | Danilo Petrucci | Tech 3 KTM Factory Racing   | KTM RC16      | 5    | 18º     |
| 44 | Pol Espargaró   | Repsol Honda                | Honda RC213V  | 4    | 12º     |

## Moto2
Yari Montella non prende parte alla gara, il suo posto al team Speed Up viene preso dallo spagnolo Alonso López.

### Arrivati al traguardo
| Pos. | Nº | Pilota              | Squadra                       | Motocicletta | Giri | Tempo     | Griglia | Punti |
| ---- | -- | ------------------- | ----------------------------- | ------------ | ---- | --------- | ------- | ----- |
| 1º   | 87 | Remy Gardner        | Red Bull KTM Ajo              | Kalex        | 22   | 38'22.284 | 1º      | 25    |
| 2º   | 25 | Raúl Fernández      | Red Bull KTM Ajo              | Kalex        | 22   | +1.872    | 2º      | 20    |
| 3º   | 97 | Xavi Vierge         | Petronas Sprinta Racing       | Kalex        | 22   | +2.866    | 6º      | 16    |
| 4º   | 72 | Marco Bezzecchi     | SKY Racing Team VR46          | Kalex        | 22   | +3.207    | 10º     | 13    |
| 5º   | 37 | Augusto Fernández   | Elf Marc VDS Racing           | Kalex        | 22   | +3.899    | 4º      | 11    |
| 6º   | 64 | Bo Bendsneyder      | Pertamina Mandalika SAG       | Kalex        | 22   | +4.541    | 3º      | 10    |
| 7º   | 22 | Sam Lowes           | Elf Marc VDS Racing           | Kalex        | 22   | +4.875    | 8º      | 9     |
| 8º   | 23 | Marcel Schrötter    | Liqui Moly Intact GP          | Kalex        | 22   | +15.973   | 13º     | 8     |
| 9º   | 35 | Somkiat Chantra     | Idemitsu Honda Team Asia      | Kalex        | 22   | +17.515   | 9º      | 7     |
| 10º  | 16 | Joe Roberts         | Italtrans Racing              | Kalex        | 22   | +19.838   | 17º     | 6     |
| 11º  | 9  | Jorge Navarro       | MB Conveyors Speed Up         | Boscoscuro   | 22   | +20.571   | 12º     | 5     |
| 12º  | 75 | Albert Arenas       | Inde Aspar                    | Boscoscuro   | 22   | +22.512   | 21º     | 4     |
| 13º  | 14 | Tony Arbolino       | Liqui Moly Intact GP          | Kalex        | 22   | +22.558   | 14º     | 3     |
| 14º  | 13 | Celestino Vietti    | SKY Racing Team VR46          | Kalex        | 22   | +23.238   | 25º     | 2     |
| 15º  | 12 | Thomas Lüthi        | Pertamina Mandalika SAG       | Kalex        | 22   | +23.958   | 23º     | 1     |
| 16º  | 24 | Simone Corsi        | MV Agusta Forward Racing      | MV Agusta F2 | 22   | +25.099   | 22º     |       |
| 17º  | 11 | Nicolò Bulega       | Federal Oil Gresini           | Kalex        | 22   | +31.344   | 16º     |       |
| 18º  | 96 | Jake Dixon          | Petronas Sprinta Racing       | Kalex        | 22   | +37.129   | 32ºº    |       |
| 19º  | 6  | Cameron Beaubier    | American Racing               | Kalex        | 22   | +37.895   | 28º     |       |
| 20º  | 55 | Hafizh Syahrin      | NTS RW Racing GP              | NTS          | 22   | +38.438   | 20º     |       |
| 21º  | 2  | Alonso López        | MB Conveyors Speed Up         | Boscoscuro   | 22   | +40.247   | 29º     |       |
| 22º  | 70 | Barry Baltus        | NTS RW Racing GP              | NTS          | 22   | +40.674   | 26º     |       |
| 23º  | 7  | Lorenzo Baldassarri | MV Agusta Forward Racing      | MV Agusta F2 | 22   | +40.784   | 24º     |       |
| 24º  | 62 | Stefano Manzi       | Flexbox HP40                  | Kalex        | 22   | +48.588   | 27º     |       |
| 25º  | 74 | Piotr Biesiekirski  | Pertamina Mandalika SAG Euvic | Kalex        | 22   | +49.640   | 31º     |       |
| 26º  | 81 | Keminth Kubo        | VR46 Master Camp              | Kalex        | 22   | +49.694   | 30º     |       |

### Ritirati
| Nº | Pilota                | Squadra                  | Motocicletta | Giri | Griglia |
| -- | --------------------- | ------------------------ | ------------ | ---- | ------- |
| 40 | Héctor Garzó          | Flexbox HP40             | Kalex        | 20   | 19º     |
| 21 | Fabio Di Giannantonio | Federal Oil Gresini      | Kalex        | 20   | 5º      |
| 79 | Ai Ogura              | Idemitsu Honda Team Asia | Kalex        | 19   | 7º      |
| 19 | Lorenzo Dalla Porta   | Italtrans Racing         | Kalex        | 18   | 15º     |
| 42 | Marcos Ramírez        | American Racing          | Kalex        | 7    | 18º     |
| 44 | Arón Canet            | Inde Aspar               | Boscoscuro   | 6    | 11º     |

## Moto3
Elia Bartolini sostituisce Carlos Tatay, infortunato, alla guida della KTM del team Esponsorama. Anche Maximilian Kofler non prende parte alla gara, venendo sostituito da Daniel Holgado.

### Arrivati al traguardo
| Pos. | Nº | Pilota             | Squadra                     | Motocicletta  | Giri | Tempo     | Griglia | Punti |
| ---- | -- | ------------------ | --------------------------- | ------------- | ---- | --------- | ------- | ----- |
| 1º   | 11 | Sergio García      | Solunion GasGas Aspar       | Gas Gas       | 21   | 38'33.760 | 19º     | 25    |
| 2º   | 52 | Jeremy Alcoba      | Indonesian Racing Gresini   | Honda NSF250R | 21   | +0.015    | 2º      | 20    |
| 3º   | 53 | Deniz Öncü         | Red Bull KTM Tech 3         | KTM RC 250 GP | 21   | +0.118    | 12º     | 16    |
| 4º   | 5  | Jaume Masiá        | Red Bull KTM Ajo            | KTM RC 250 GP | 21   | +0.079    | 9º      | 13    |
| 5º   | 40 | Darryn Binder      | Petronas Sprinta Racing     | Honda NSF250R | 21   | +0.204    | 7º      | 11    |
| 6º   | 2  | Gabriel Rodrigo    | Indonesian Racing Gresini   | Honda NSF250R | 21   | +0.317    | 1º      | 10    |
| 7º   | 37 | Pedro Acosta       | Red Bull KTM Ajo            | KTM RC 250 GP | 21   | +0.380    | 25º     | 9     |
| 8º   | 23 | Niccolò Antonelli  | Avintia Esponsorama         | KTM RC 250 GP | 21   | +0.798    | 3º      | 8     |
| 9º   | 27 | Kaito Toba         | CIP Green Power             | KTM RC 250 GP | 21   | +0.933    | 13º     | 7     |
| 10º  | 82 | Stefano Nepa       | BOE Owlride                 | KTM RC 250 GP | 21   | +0.983    | 4º      | 6     |
| 11º  | 55 | Romano Fenati      | Sterilgarda Max Racing Team | Husqvarna     | 21   | +3.334    | 11º     | 5     |
| 12º  | 92 | Yuki Kunii         | Honda Team Asia             | Honda NSF250R | 20   | +1 giro   | 20º     | 4     |
| 13º  | 22 | Elia Bartolini     | Avintia Esponsorama         | KTM RC 250 GP | 20   | +1 giro   | 28º     | 3     |
| 14º  | 6  | Ryusei Yamanaka    | CarXpert PrüstelGP          | KTM RC 250 GP | 20   | +1 giro   | 22º     | 2     |
| 15º  | 96 | Daniel Holgado     | CIP Green Power             | KTM RC 250 GP | 20   | +1 giro   | 23º     | 1     |
| 16º  | 20 | Lorenzo Fellon     | SIC58 Squadra Corse         | Honda NSF250R | 20   | +1 giro   | 24º     |       |
| 17º  | 19 | Andi Farid Izdihar | Honda Team Asia             | Honda NSF250R | 20   | +1 giro   | 26º     |       |
| 18º  | 32 | Takuma Matsuyama   | Honda Team Asia             | Honda NSF250R | 20   | +1 giro   | 27º     |       |

### Ritirati
| Nº | Pilota           | Squadra                     | Motocicletta  | Giri | Griglia |
| -- | ---------------- | --------------------------- | ------------- | ---- | ------- |
| 28 | Izan Guevara     | Solunion GasGas Aspar       | Gas Gas       | 20   | 5º      |
| 71 | Ayumu Sasaki     | Red Bull KTM Tech 3         | KTM RC 250 GP | 20   | 14º     |
| 7  | Dennis Foggia    | Leopard Racing              | Honda NSF250R | 20   | 16º     |
| 43 | Xavier Artigas   | Leopard Racing              | Honda NSF250R | 20   | 18º     |
| 12 | Filip Salač      | Rivacold Snipers            | Honda NSF250R | 15   | 17º     |
| 10 | Adrián Fernández | Sterilgarda Max Racing Team | Husqvarna     | 11   | 15º     |
| 17 | John McPhee      | Petronas Sprinta Racing     | Honda NSF250R | 9    | 6º      |
| 13 | Andrea Migno     | Rivacold Snipers            | Honda NSF250R | 9    | 21º     |
| 24 | Tatsuki Suzuki   | SIC58 Squadra Corse         | Honda NSF250R | 9    | 8º      |

### Non partito
| Nº | Pilota         | Squadra     | Motocicletta  | Griglia |
| -- | -------------- | ----------- | ------------- | ------- |
| 54 | Riccardo Rossi | BOE Owlride | KTM RC 250 GP | 10º     |

## MotoE
Tutti i piloti sono dotati dello stesso tipo di motocicletta, fornita dalla Energica Motor Company.

### Arrivati al traguardo
| Pos. | Nº | Pilota             | Squadra                     | Giri | Tempo     | Griglia | Punti |
| ---- | -- | ------------------ | --------------------------- | ---- | --------- | ------- | ----- |
| 1º   | 71 | Miquel Pons        | LCR E-Team                  | 6    | 11'15.075 | 4º      | 25    |
| 2º   | 77 | Dominique Aegerter | Dynavolt Intact GP          | 6    | +0.531    | 3º      | 20    |
| 3º   | 40 | Jordi Torres       | Pons Racing 40              | 6    | +0.577    | 2º      | 16    |
| 4º   | 61 | Alessandro Zaccone | Octo Pramac                 | 6    | +1.121    | 6º      | 13    |
| 5º   | 15 | Yonny Hernández    | Octo Pramac                 | 6    | +1.151    | 12º     | 11    |
| 6º   | 54 | Fermín Aldeguer    | OpenBank Aspar              | 6    | +1.790    | 7º      | 10    |
| 7º   | 11 | Matteo Ferrari     | Indonesian E-Racing Gresini | 6    | +1.764    | 9º      | 9     |
| 8º   | 3  | Lukas Tulovic      | Tech 3 E-Racing             | 6    | +2.352    | 5º      | 8     |
| 9º   | 78 | Hikari Ōkubo       | Avant Ajo                   | 6    | +3.214    | 11º     | 7     |
| 10º  | 19 | Corentin Perolari  | Tech 3 E-Racing             | 6    | +5.160    | 13º     | 6     |
| 11º  | 6  | María Herrera      | OpenBank Aspar              | 6    | +5.394    | 15º     | 5     |
| 12º  | 21 | Kevin Zannoni      | LCR E-Team                  | 6    | +12.150   | 17º     | 4     |
| 13º  | 14 | André Pires        | Avintia Esponsorama Racing  | 6    | +24.162   | 18º     | 3     |
| 14º  | 9  | Andrea Mantovani   | Indonesian E-Racing Gresini | 6    | +1'39.276 | 14º     | 2     |

### Ritirati
| Nº | Pilota          | Squadra                    | Giri | Griglia |
| -- | --------------- | -------------------------- | ---- | ------- |
| 51 | Eric Granado    | One Energy Racing          | 5    | 1º      |
| 27 | Mattia Casadei  | Ongetta SIC58 Squadracorse | 4    | 8º      |
| 80 | Jasper Iwema    | Pons Racing 40             | 1    | 16º     |
| 18 | Xavier Cardelús | Avintia Esponsorama Racing | 0    | 10º     |